# Сапёр (игра)

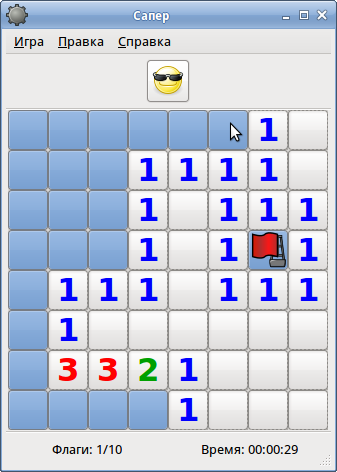
Mines — аналог «Сапёра» для Linux

«Сапёр» (англ. Minesweeper) — компьютерная игра-головоломка, в которой необходимо найти все мины на игровом поле, используя числовые подсказки.

## Игровой процесс
В начале игры отображается игровое поле с закрытыми клетками. Табло показывает общее количество непомеченных мин и время игры. Когда игрок делает первый клик по одной из клеток, открывается несколько пустых клеток и клеток с числами. Число на клетке обозначает количество мин вокруг неё, то есть в области 3×3 с центром в этой клетке. Используя подсказки, игрок определяет точное местонахождение мин, помечая их флажком и открывая клетки без мин. Пометив все мины вокруг числовой клетки, игрок может разом открыть все оставшиеся клетки вокруг неё, нажав на это число. Для победы необходимо открыть все клетки без мин. В случае, если игрок открывает клетку с миной, игра заканчивается поражением.

## Оценка сложности поля
Часто сложность поля оценивают с помощью величины 3BV (Bechtel’s Board Benchmark Value). Эта величина численно равна минимальному количеству непосредственных открытий ячеек (в стандартном варианте «Сапёра» открытия ячеек только левой кнопкой мыши, без использования флагов и двойных кликов), необходимому для открытия всего поля. Эта величина отображает лишь количество определённых действий в идеальном случае при определённой манере игры, а вовсе не трудность расстановки для конкретного игрока.
Результат сильно зависит от расположения мин. Теоретически при любых игровых параметрах есть вероятность прохождения одним щелчком. Но практическая реализация генератора случайных комбинаций не позволяет получить слишком простую расстановку на больших досках. Поэтому результаты на уровнях сложности Intermediate и Expert хорошо отражают уровень игрока. В официальных программах установлены ограничители для простых досок по 3bv. В настоящее время они составляют 2 для уровня сложности Beginner, 30 — Intermediate и 100 — Expert. См. также исследование достаточности ныне установленного ограничения для «Профессионала», вызванное результатом Яна Фрейзера[значимость факта?].

## Рекорды
В большинстве вариантов игры подсчитывается время решения головоломки, поэтому регистрируются рекорды для стандартных уровней сложности игры. Для серьёзных соревнований используются версии игры, фиксирующие время прохождения с точностью до миллисекунд.
Официальные рекорды скорости по классическим уровням сложности:
- Beginner: 0,47 сек — Джин-Янг Гуо (Китай), 16 апреля 2014 (3BV=2)[3].
- Intermediate: 7,03 сек — Камил Мурански (Польша), 11 октября 2012 (3BV=30)[4].
- Expert: 29,43 сек — Зе Эн Йю, 12 сентября 2020. На момент установления нового рекорда Зе Эн Йю было 12 лет[5].

Также рекордом является достижение Атто Юкисиро (Япония), который в 2016 году прошел поле «Сапёра» размером 64х48 на ультрасложном уровне с 777 бомбами, на что у него ушло 12,5 часов. Попытки пройти это поле он предпринимал в течение 10 лет.

## История
Автором Minesweeper является Курт Джонсон, первоначально разрабатывавший его для OS/2. По словам Джонсона, идея игры была позаимствована из точно неизвестного ему источника. Затем игра была несколько дополнена и переписана Робертом Доннером для ОС Windows. В 1990 году она была опубликована в составе набора игр Microsoft Entertainment Pack 1, а с 1992-го года по 2009 год, начиная с Windows 3.1 и вплоть до Windows 7, включалась в состав этой операционной системы.
Возможным предшественником Сапёра называется игра Mined-Out, написанная Яном Эндрю (Incentive Software) в 1983 году для компьютера ZX Spectrum.
Позже появилось множество клонов Minesweeper, например GNOME Mines и KMines для ОС Linux.

## Разновидности
Существуют варианты Сапёра с ячейками нестандартной формы и с трехмерным игровым полем.

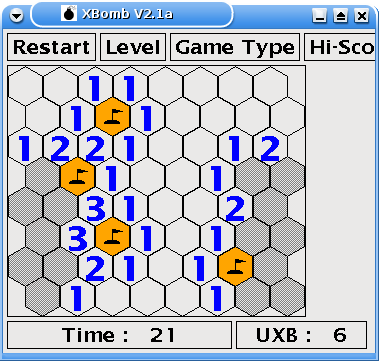
XBomb
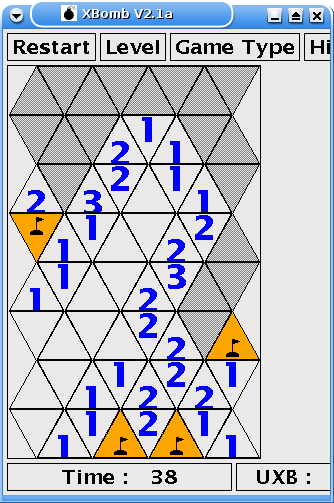
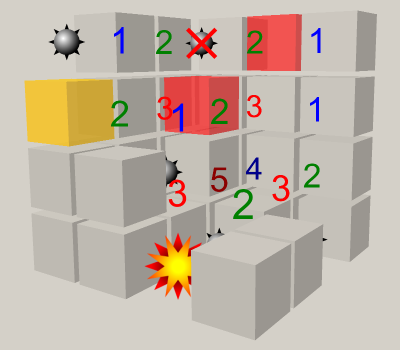
Minesweeper 3D